# Томенчук Богдан Михайлович
Томенчук Богдан Михайлович — український поет, освітянин.

## Біографія
Народився 16 січня 1955 року в с. Ценява Коломийського району Івано-Франківської області. 
Навчався у Ценявській восьмирічці. Згодом у Коломийській середній школі № 2. Закінчив фізико-математичний факультет Івано-Франківського педагогічного інституту (1972—1976 рр.). 
У 1976—1977 роках — учитель математики Пістинської середньої школи Косівського району. У 1977—1989 роках — учитель математики середньої школи села Ворона Коломийського району. У 1989—1990 роках — директор Ценявської неповної середньої школи. 
У 1990—1994 роках — начальник управління освіти Івано-Франківського облвиконкому, облдержадміністрації; 1994—1998 роках — завідувач відділу освіти Коломийської райдержадміністрації. Працював заступником голови Івано-Франківської обласної державної адміністрації. 
Директор Івано-Франківського регіонального центру оцінювання якості освіти.

## Нагороди
- орден «За заслуги» ІІІ ступеня
- медаль «За працю і звитягу» (1 жовтня 2008)[3]

Лауреат премії імені В. Чорновола, міської премії імені І. Франка та премії імені Пантелеймона Куліша.

## Творчість
Поетичні збірки
- 1993 — «На паперті душі»
- 2002 — «Сповідайтесь мої тривоги»
- 2007 — «Німі громи»
- 2015 — «Сезон ненаписаних віршів»
- 2016 — «Місто героїв і понятих»
- 2017 — «Силуети/Постаті»
- 2018 — «Ранкове місто пізніх ліхтарів»
- 2018 — «Жінка з одного вірша»
- 2019 — «Дві джезви»

Бібліографія
- Томенчук Б. Дві джезви. Брустурів: Дискурсус, 2019. 224 с.
- Томенчук Б. Жінка з одного вірша. Брустурів: Дискурсус, 2018. 284 с.
- Томенчук Б. Місто героїв і понятих. Брустури: Дискурсус, 2016. 242 с.
- Томенчук Б. На паперті душі. Галич: Друкарня Івано-Франківського управління по пресі, 1993. 100 с.
- Томенчук Б. Німі громи. Коломия: Вік, 2007. 320 с. ISBN 9665502336
- Томенчук Б. Постаті. Івано-Франківськ: Дискурсус, 2017. 74 с.
- Томенчук Б. Ранкове місто пізніх ліхтарів. Брустурів: Дискурсус, 2018. 192 с.
- Томенчук Б. Сезон ненаписаних віршів. Брустури: Дискрусус, 2015. 142 с. ISBN 6177236421
- Томенчук Б. Силуети. Томенчук Б. Івано-Франківськ: Дискурсус, 2017. 74 с.
- Томенчук Б. Сповідайтесь, мої тривоги. Івано-Франківськ: Нова Зоря, 2002. 176 с.